# Shingo Kumabayashi
Shingo Kumabayashi (født 23. juni 1981) er en japansk tidligere professionel fodboldspiller.
Han har spillet for flere forskellige klubber i sin karriere, herunder Júbilo Iwata, Shonan Bellmare, Yokohama F. Marinos, Vegalta Sendai, Tokushima Vortis, Thespa Kusatsu og Blaublitz Akita.